# Al Cohn

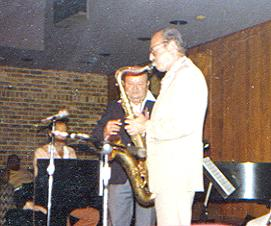
Al Cohn

Al Cohn (* 24. November 1925 in New York City; † 15. Februar 1988 in Stroudsburg, Pennsylvania; eigentlich Alvin Gilbert Cohn) war ein amerikanischer Jazz-Saxophonist und Arrangeur.

## Leben und Wirken
Cohn arbeitete bereits Mitte der 1940er Jahre mit Musikern wie Joe Marsala, Georgie Auld, Boyd Raeburn, Alvino Rey und Buddy Rich. Bekannt wurde er als einer der Four Brothers in Woody Hermans Second Herd (1948–49) neben Zoot Sims, Stan Getz und Serge Chaloff. Nachdem er 1949 noch Mitglied einer Band von Artie Shaw war, arbeitete er in den 1950er Jahren vor allem als Studiomusiker und nahm seine ersten Alben als Bandleader auf. Seit 1956 arbeitete er in unregelmäßigen Abständen als Coleader eines Quintetts mit Zoot Sims.
Hatte Cohn schon unter Woody Herman als Arrangeur gearbeitet und später Arrangements für Broadway-Produktionen wie Raisin und Sophisticated Ladies geschrieben, konzentrierte er sich in seinen letzten Jahren auf das Spielen und Aufnehmen.
Mit Jack Kerouac und Zoot Sims nahm Al Cohn ein Album auf, auf dem die beiden Jazzer über Blues-Themen improvisierten während Kerouac Haikus rezitierte. Zu hören war er u. a. auf Dave Frishbergss Album You’re a Lucky Guy (1978) und Butch Miles’ Miles and Miles of Swing (1978). Sein Sohn Joe Cohn wurde als Gitarrist bekannt.
Der Nachlass Al Cohns wurde von der Al Cohn Memorial Jazz Collection betreut und ist seit 1988 in der Kemp Library an der East Stroudsburg University in East Stroudsburg, Monroe County (Pennsylvania) untergebracht; die Al Cohn Memorial Jazz Collection veröffentlicht drei Mal jährlich die Zeitschrift The Note.
Er war mit der Sängerin Marilyn Moore verheiratet.

## Diskografische Hinweise
- The Progressive Al Cohn mit Max Roach, Horace Silver,  George Wallington, Tommy Potter, Nick Travis, Tiny Kahn, Curly Russell, 1950
- Cohn’s Tones mit Max Roach, Horace Silver, Tommy Potter, Nick Travis, Tiny Kahn, Curly Russell, George Wallington, 1950
- Broadway mit Red Mitchell, Harvey Leonard, Hal Stein, Christy Febbo, 1954
- The Brothers! mit Chuck Flores, Hank Jones, Richie Kamuca, Bill Perkins, John Beal, Barry Galbraith,  1955
- The Essential Billie Holiday – Carnegie Hall Concert, 1956
- Jazz from A to Z mit Hank Jones, Dave McKenna, Milt Hinton, Osie Johnson, Dick Sherman, Zoot Sims, 1956
- Al and Zoot mit Mose Allison, Teddy Kotick, Zoot Sims, Nick Stabulas, 1957
- You ’n Me mit Mose Allison, Major Holley, Osie Johnson, Zoot Sims, 1960
- Either Way mit Zoot Sims, 1961
- Body and Soul mit Mel Lewis, George Duvivier, Jaki Byard, Zoot Sims, 1973
- Heavy Love mit Jimmy Rowles, 1977
- Nonpareil mit Jake Hanna, Lou Levy, Monty Budwig, 1980
- Tour De Force mit Cal Collins, Scott Hamilton, Jake Hanna, Dave McKenna, Buddy Tate, Bob Maize, 1981
- Overtones mit Hank Jones, George Duvivier, Joe Cohn, Akira Tana, 1982
- Standards of Excellence mit Herb Ellis, Monty Budwig, 1983
- Rifftide mit Eric Ineke, Rein de Graaff, Koos Serierse, 1987
- Al Cohn Meets Al Porcino mit Al Porcino, Claus Reichstaller, Franz Weyerer, Wolfgang Haffner, Roberto di Gioia, Paulo Cardoso, Thomas Faist, Auwi Geyer, Petri Kral, Thomas Zoller, O. Staniloi, Peter Tuscher, Gerd Fink, Erwin Gregg, Hermann Martlreiter, Jon Welch, 1987
- Keeper of the Flame mit Pete Beachill, Chris Laurence, Andrew MacKintosh, Dick Pearce, Jack Sharpe, David Hartley, 1987
- In Concert April 17, 1986 mit Steve Gilmore, Bill Goodwin, Harry Leahey, 2001